# ArcAttack
ArcAttack est un groupe artistique spécialisé dans la performance musicale faite à partir d'une combinaison d'instruments fait-maisons et high-tech ainsi que des instruments plus traditionnels tel que la guitare et la basse,,,.

## Sources
- (en) Cet article est partiellement ou en totalité issu de l’article de Wikipédia en anglais intitulé « ArcAttack » (voir la liste des auteurs).